# فريدريك السابع ملك الدنمارك

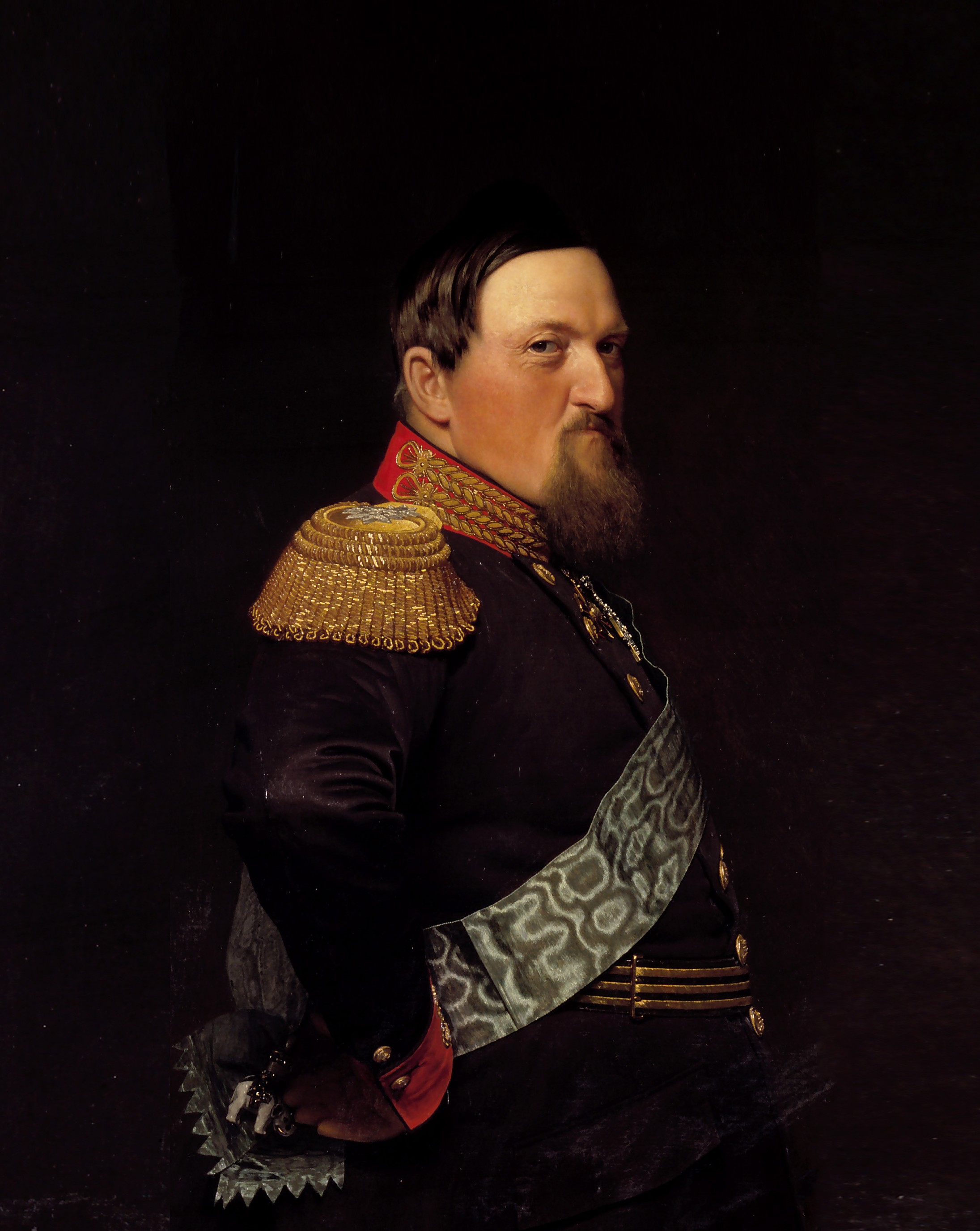

فردرك السابع (Frederik 7.؛ 6 أكتوبر 1808 - 15 تشرين الثاني 1863) ملك الدنمارك من عام 1848 حتى وفاته. وهو العاهل الدنماركي الأخير من فرع الملكي الأكبر لآل أولدنبورغ وأيضا آخر ملوك الدنمارك لحكم باعتباره الملك المطلق. خلال فترة حكمه، وقع على الدستور الذي أنشأ البرلمان الدنماركي وجعل من البلاد ملكية دستورية.
تمكن فردرك السابع من أن يجعل نفسه أحد ملوك الدنماركيين الأكثر المحبوبين في الآونة الأخيرة. ربما كان هذا يرجع جزئيا إلى التخلي له الحكم المطلق وجزئيا إلى شخصيته. على الرغم من العديد من نقاط الضعف التي وثقتها معاصريه - الشرب، والسلوك غريب الأطوار، وما إلى ذلك - انه يمتلك أيضا شيئا من هدية كممثل. وقال انه يمكن أن يكون على حد سواء الرفض في مواضع محددة والقلبية حقا، قادرة على الظهور ك «بسيطة، كريمة العاهل حتى الآن». خلال رحلته العديد من يسافر في جميع أنحاء الدنمارك، وانه يزرع اتصالات مع المواضيع العادية. كما كان حريصا الأثرية وفقا لبيتر غلوب عالم الآثار الدنماركي في وقت لاحق، كان «أنه، أكثر من أي شخص آخر، ساعد على إثارة اهتمام واسع بالآثار الدنماركية».

## الأوسمة والتشريفات
- نيشان الدم (تونس).

## روابط خارجية
- فريدريك السابع ملك الدنمارك على موقع الموسوعة البريطانية (الإنجليزية)